# Нефтегазоносный бассейн Маракайбо

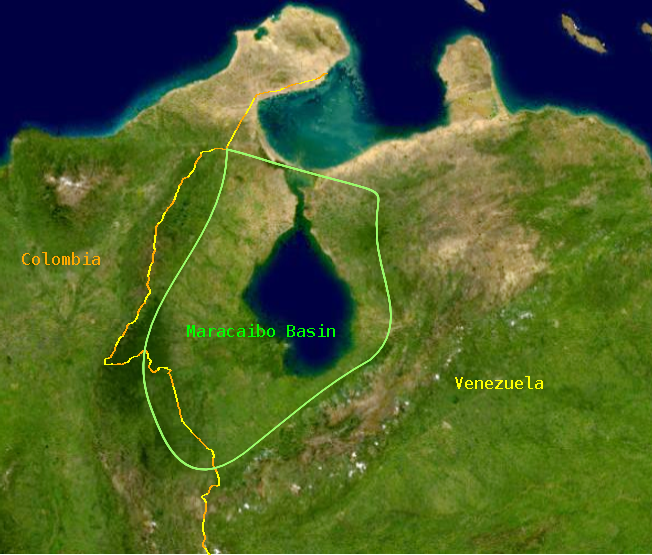
Нефтегазоносный бассейн Маракайбо

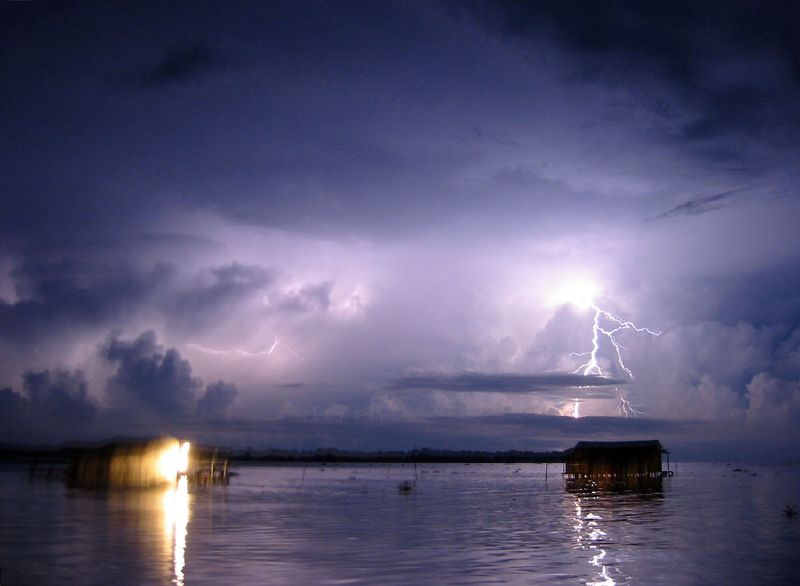
Молнии Кататумбо в районе месторождения

Нефтегазоносный бассейн Маракайбо — нефтегазоносный бассейн в Южной Америке на территории Венесуэлы. Приурочен к межгорной впадине, заключённой между двумя ветвями горного сооружения Восточной Кордильеры: на западе Серра-де-Периха, на юге и юго-востоке Серра-де-Мерида и примыкающая к ней на северо-востоке складчатая система Фалькон-Лара.
Нефтегазоносный бассейн разделяется на две впадины: северную — на месте Венесуэльского залива и южную, с Маракайбской лагуной в средней части.
Докембрийский фундамент нефтегазоносного бассейна находится на глубине более 12 км. Бассейн имеет асимметричное строение.
Промышленная нефтеносность бассейна установлена в 1914 г. открытием месторождения Мене-Гранде. В настоящее время здесь известно свыше 80 нефтяных месторождений и четыре газовых. Из них пять нефтяных месторождений — Боливар, Ла-Пас, Лама, Ламар, Мене-Гранде с извлекаемыми запасами нефти от 124 до 4770 млн т.
Нефтеносные отложения — верхнего и нижнего мела, а также эоцена — миоцена — олигоцена и плиоцена.